# Aspitates albaria
Aspitates albaria là một loài bướm đêm trong họ Geometridae.